# Yeywa Dam
Yeywa Dam är en dammbyggnad i Myanmar.   Den ligger i regionen Mandalayregionen, i den centrala delen av landet, 220 km norr om huvudstaden Naypyidaw. Yeywa Dam ligger 91 meter över havet.
Terrängen runt Yeywa Dam är huvudsakligen kuperad. Yeywa Dam ligger nere i en dal. Runt Yeywa Dam är det ganska tätbefolkat, med 129 invånare per kvadratkilometer. I omgivningarna runt Yeywa Dam växer huvudsakligen savannskog.